# Паулиния
Паулѝния (на португалски: Paulínia) е град в Югоизточна Бразилия, щат Сао Пауло. Разположен на 118 km северно от центъра на Сао Пауло. Населението му е 84 577 души по данни от преброяването през 2009 г.